# Namatanai
Namatanai – miasto w Papui-Nowej Gwinei, w prowincji Nowa Irlandia.